# 2017年阿爾巴尼亞總統選舉
2017年阿爾巴尼亞總統選舉為間接選舉，在4月19日、4月20日、4月27日及4月28日舉行了四輪投票，第一輪至第三輪未有結果，第四輪的投票結果為伊利爾·梅塔當選。阿爾巴尼亞的反對派沒有參加選舉，因為反對派在為期3個月的2017年阿爾巴尼亞反對派抗議行動中宣布抵制他們認為未達到完全民主標準的選舉制度，以及不滿國內的貪腐普遍和毒品走私問題而拒絕派人參選和角逐總統職位。

## 選舉過程和結果
2017年4月19日第一輪投票，2017年4月20日第二輪投票和2017年4月27日第三輪投票，沒有任何國會議員參與投票，因為各政黨沒有派出總統候選人。而總統候選人在前三輪投票當選中，必須要取得140位議會議員中的84張贊成票才能當選。
在2017年4月28日的第四輪投票，爭取一體化社會主義運動的伊利爾·梅塔當選為阿爾巴尼亞總統，其中140名議員中有87票中絕對多數是候選人當選。 議會中有87位議員為伊利爾·梅塔投了贊成票，只有2位議員投反對票。
阿爾巴尼亞總統由國會以不記名投票選出。